# سليم وردة
سليم وردة (1 أكتوبر 1968 -)، رجل أعمال وسياسي لبناني.

## حياته العلمية والعملية
- حاصل على الشهادة الجامعية في إدارة الأعمال، يعمل مدير عام لشركة سوليفيد، كما أنه نائب رئيس «نقابة منتجي الكحول والخمور والمشروبات الروحية» في لبنان. وهو أمين سر «اتحاد الكرمة والنبيذ» في لبنان.
- يشغل عضوية عدد من المؤسسات في لبنان:
  - عضو جمعية الصناعيين اللبنانيين.
  - عضو غرفة التجارة والصناعة والزراعة في زحلة والبقاع.
  - عضو مجلس إدارة مستشفى تل شيحا.
  - عضو في مجلس اصدقاء «الجامعة الانطونية» البقاع.
- في 9 نوفمبر 2009 عين وزيرًا للثقافة في حكومة الرئيس سعد الدين الحريري في عهد الرئيس ميشال سليمان، وبقي في المنصب حتى 13 يونيو 2011.

## حياته الأسرية
متزوج وله ولدان.